# Arvid Ödmann

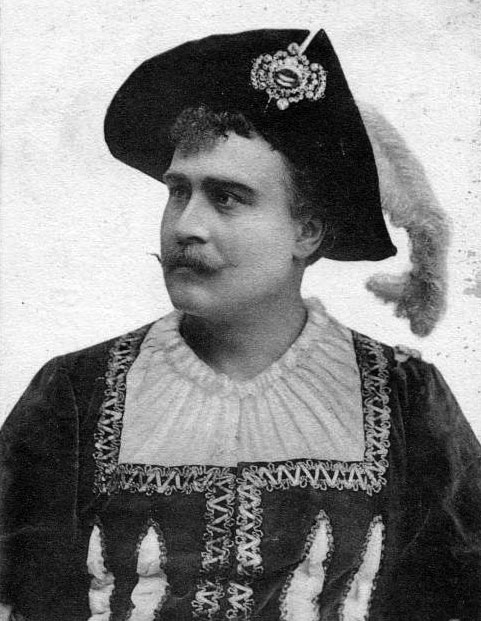
Arvid Ödman i operan Faust

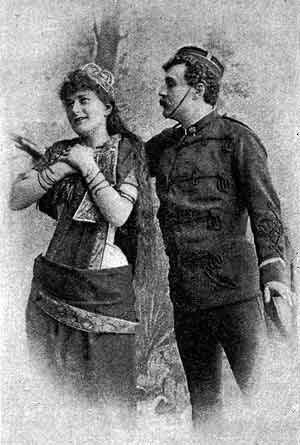
Märta Petrini och Arvid Ödmann i Lakmé på Stockholmsoperan 1890.

Arvid Fredrik Ödmann, född 18 oktober 1850 i Karlstad, död 15 juli 1914 i Stockholm, var en svensk operasångare (tenor).
Ödmann blev 1871 elev vid Kungliga Stora Teatern i Stockholm. Han studerade för Fritz Arlberg, Julius Günther och Ivar Christian Hallström samt Masset. Han debuterade 1873 med framgång som Tamino i Trollflöjten. Efter 1911 var Ödmann huvudsakligen anställd vid Stockholmsoperan. Bara mellan 1887 och 1889 var han vid Kungliga operan i Köpenhamn.
Han fick han mycket beröm för sina prestationer på operascenen. Vid 60 år förvånade han publiken med sin ungdomlighet på scenen. Han utnämndes 1906 till hovsångare. Ödmann var även känd för sin mustasch som han vägrade raka, och bar den därmed oberoende av roll genom hela sin karriär.
Han blev ledamot (nr 496) av Kungliga Musikaliska Akademien den 20 december 1897. Ödmann är begravd på Norra begravningsplatsen i Stockholm.

## Operaroller i
- Carmen (José)
- Leonora (Fernando)
- På Sicilien (Toriddo)
- Othello (Othello)
- La Traviata (Alfredo)
- Aida (Radames)
- Mignon (Thomas)
- Faust (Faust)
- Mefistofeles (Faust)
- Trollflöjten (Prinsen)
- La Favorite (tenorrollen)
- Konung för en dag (Zephoris)
- Don Pasquale (Ernesto)
- Lalla Rookh (Noureddin)
- Den bergtagna (Bergakungen)
- Rigoletto (Hertigen)
- Mästersångarna i Nürnberg – Tidigare kallad ”Mästersångarne” (Walter)
- Lakmé (Gerald)
- Wilhelm Tell (Arnold)
- La Gioconda (Enzo)
- Lohengrin
- Övrigt deltagande: Konung för en dag, Romeo, Fra Diavolo, Profeten och Aladdin

## Tantis serenad
Ödmann anges som textförfattare till Tantis serenad, insjungen av Jussi Björling 1931, på 2000-talet av Tommy Körberg ackompanjerad av Benny Anderssons orkester. Melodin betraktas som traditionell, men förknippas med clownen Constantino ”Tanti” Bedini (1861–1900), som brukade framföra den på concertina.

## Diskografi
- 18 Royal Swedish Tenors.Bluebell : ABCD 080.
- Duett ur Aida ; Duett ur Faust. [Berlin], [1906]. Favorite Record : 1-89034, 1-89038. Svensk mediedatabas.